# Johannes Bayer
Johannes Bayer (1630, Prešov, Uhersko – 1674, Spišské Podhradí, tamtéž) byl raně novověký filozof a teolog, profesor prešovského latinského gymnázia.

## Život
Narodil se roku 1630 v Prešově do šlechtické, ovšem chudé rodiny. Roku 1653 se zapsal ke studiu na univerzitě ve Wittenbergu, na jejíž filozofické a teologické fakultě strávil dalších šest let. Na základě oslovení prešovskou městskou radou se roku 1659 vrátil do svého rodiště a stal se profesorem zdejšího městského gymnázia, do jehož čela se dostal roku 1662 v pozici rektora. Z důvodu názorových i osobních sporů byl však rektorské funkce zbaven hned roku 1666, načež odešel vykonávat kazatelský úřad do Banské Bystrice. Po dalších sporech odešel roku 1668 do Spišského Podhradí, kde roku 1674 zemřel na následky mozkové příhody.

## Dílo
Vedle řady disputací, jimž Bayer ve Wittenbergu předsedal, které byly vedeny převážně scholastickém duchu a u nichž není jeho autorský podíl zcela jasný, patří mezi jeho klíčová díla dvě rozsáhlé knihy:
- Ostium vel Atrium naturae, ichnographice delineatum, id est fundamenta interpretationis et administrationis naturae generalia, ex mundo, mente ac Scripturis jacta. Cassoviae, Typis Marci Severini 1662.
- Filum labyrinthi vel Cynosura seu Lux mentium universalis: Cognoscendis, expendendis et communicandis universis rebus accensa. Cassoviae, Typis Marci Severini 1663.

Co do obsahu nejsou tyto knihy nijak mimořádně originální, zajímavé je však to, že v nich Bayer propojuje myšlení svých dvou inspiračních zdrojů, Francise Bacona a Jana Amose Komenského. Zatímco Bacon jej oslovil svým důrazem na užitek plynoucí z poznání přírody, návrhem induktivní metody a identifikací idolů mysli, po vzoru Komenského je přesvědčen, že nepochybného vědění dosáhneme jen současným zohledněním světa zkoumaného smysly, vlastní mysli rozumem a Bible vírou. Bayer se tak řadí do tradice tzv. raně novověké mosaické či mojžíšovské fyziky, která chtěla vybudovat novou, nearistotelskou přírodní filozofii primárně na Písmu svatém (Bayer přejímá Komenského tři prvotní principy světa, látku, ducha a světlo).